# SYNJ2BP
SYNJ2BP (англ. Synaptojanin 2 binding protein) – білок, який кодується однойменним геном, розташованим у людей на короткому плечі 14-ї хромосоми. Довжина поліпептидного ланцюга білка становить 145 амінокислот, а молекулярна маса — 15 928.
| 10         |  | 20         |  | 30         |  | 40         |  | 50         |
| ---------- |  | ---------- |  | ---------- |  | ---------- |  | ---------- |
| MNGRVDYLVT |  | EEEINLTRGP |  | SGLGFNIVGG |  | TDQQYVSNDS |  | GIYVSRIKEN |
| GAAALDGRLQ |  | EGDKILSVNG |  | QDLKNLLHQD |  | AVDLFRNAGY |  | AVSLRVQHRL |
| QVQNGPIGHR |  | GEGDPSGIPI |  | FMVLVPVFAL |  | TMVAAWAFMR |  | YRQQL      |

A: Аланін

D: Аспарагінова кислота

E: Глутамінова кислота

F: Фенілаланін

G: Гліцин

H: Гістидин

I: Ізолейцин

K: Лізин

L: Лейцин

M: Метіонін

N: Аспарагін

P: Пролін

Q: Глутамін

R: Аргінін

S: Серин

T: Треонін

V: Валін

W: Триптофан

Локалізований у мембрані, мітохондрії, зовнішній мембрані мітохондрій.